# José Sanjurjo
José Sanjurjo y Sacanell (28. března 1872, Pamplona – 20. července 1936, Estoril; zvaný též „Rífský lev“) byl španělský generál a jeden z hlavních vůdců národně-konzervativního vojenského povstání ve Španělsku v červenci 1936. Zemřel při letecké nehodě jen tři dny od začátku povstání.

## Život

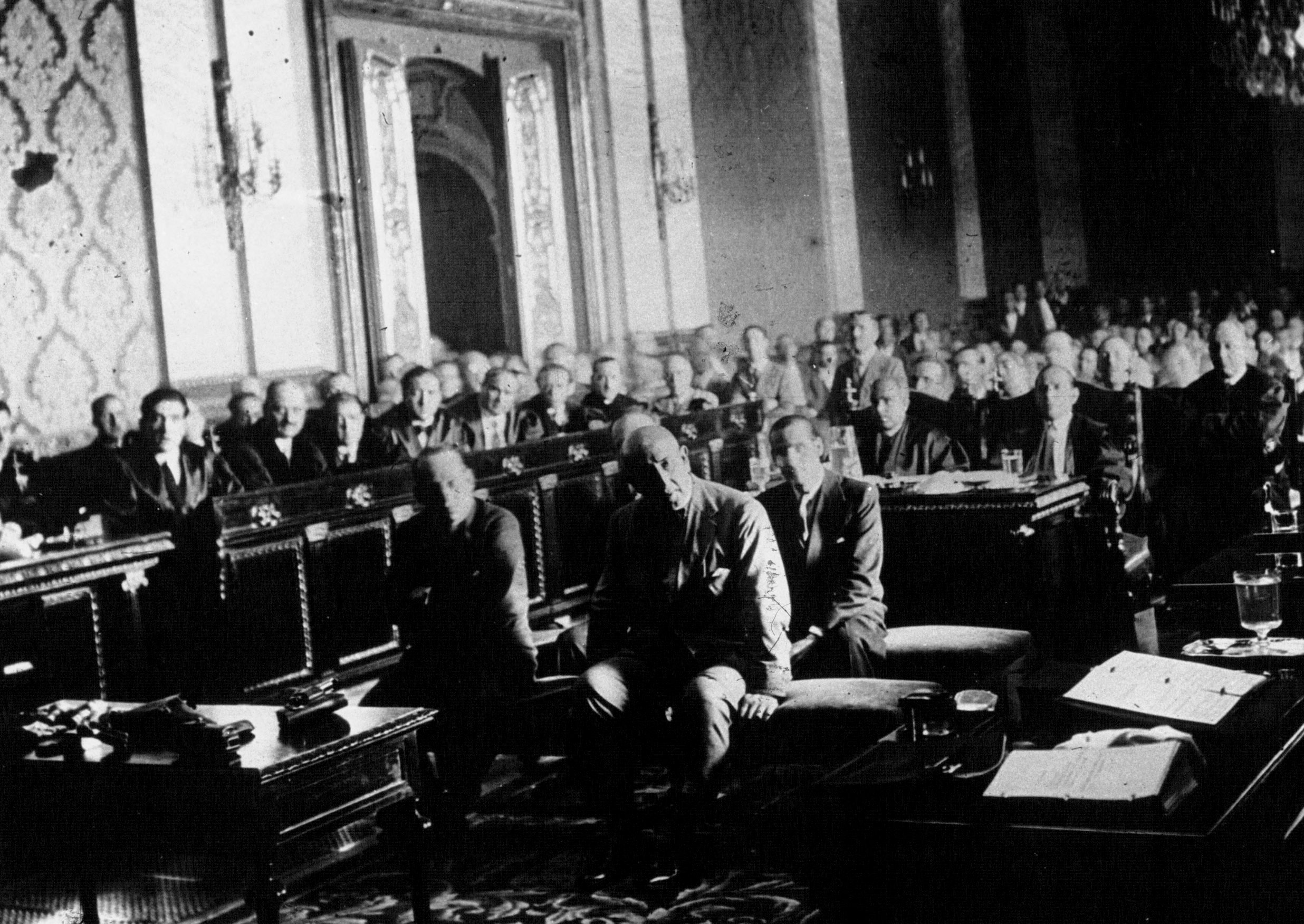
José Sanjurjo před soudem (1932)

José Sanjurjo se narodil v Pamploně. Jeho matkou byla Carlota Sacanell Desojo a otcem byl Justo Sanjurjo Bonrostra, který byl karlista. Stal se vojákem, sloužil na Kubě (1896), kde se stal kapitánem, a v Maroku, kde se zapojil do Rífských válek. Zúčastnil se znovudobytí Melilly v roce 1921 a poté se stal divizním generálem a vojenským velitelem španělské správy Melilly. V roce 1922 byl vyslán vyšetřit případ korupce na vojenském velitelství ve městě Larache. V roce 1923 došlo ke státnímu převratu, kdy byl králem Alfonsem XIII. jmenován premiérem generál Miguel Primo de Rivera; toho roku byl Sanjurjo jmenován vojenským velitelem v Zaragoze.
V září 1925 byl Primo de Riverou jmenován velitelem vylodění v Alhucemas, které mělo za úkol potlačit Rífskou republiku vzniklou na území Španělského Maroka. Po vítězném tažení byl jmenován vysokým komisařem Španělska v Maroku a tím pádem i nejvyšším představitelem státní moci na území Španělského Maroka. V roce 1927 obdržel titul markýze z Rífu a stal se vojenským velitelem Maroka. Současně po úspěšném konci války byl jmenován plukovník Francisco Franco do hodnosti brigádního generála. Pro vojenské úspěchy v Maroku se mu přezdívalo „Rifský lev“ (El León del Rif).
V roce 1928 se stal ředitelem španělského četnictva (Guardia Civil) a v březnu 1931 (krátce před zánikem monarchie) byl králem Alfonsem XIII. vyznamenán řádem Karla III. Po vzniku Druhé republiky mu bylo prodlouženo jmenování ve funkci vysokého komisaře v Maroku a navzdory tomu, že byl Sanjurjo monarchista, se stal jedním z prvních jmenovaných generálů Druhé republiky. Jelikož se však neshodl na vojenských reformách s premiérem Manuelem Azañou, byl odvolán z funkcí a krátce nato se v srpnu 1932 pokusil o vojenský převrat (známý jako „Sanjurjada“), který však byl neúspěšný. Sanjurjo se snažil uprchnout do Portugalska, nakonec se ale v Huelvě vzdal a byl odsouzen k trestu smrti, rozsudek byl následně změněn na doživotí.
V březnu 1934 však byl amnestován novou vládou Alejandra Lerrouxe a odešel do exilu v Estorilu v Portugalsku.

## Převrat a smrt

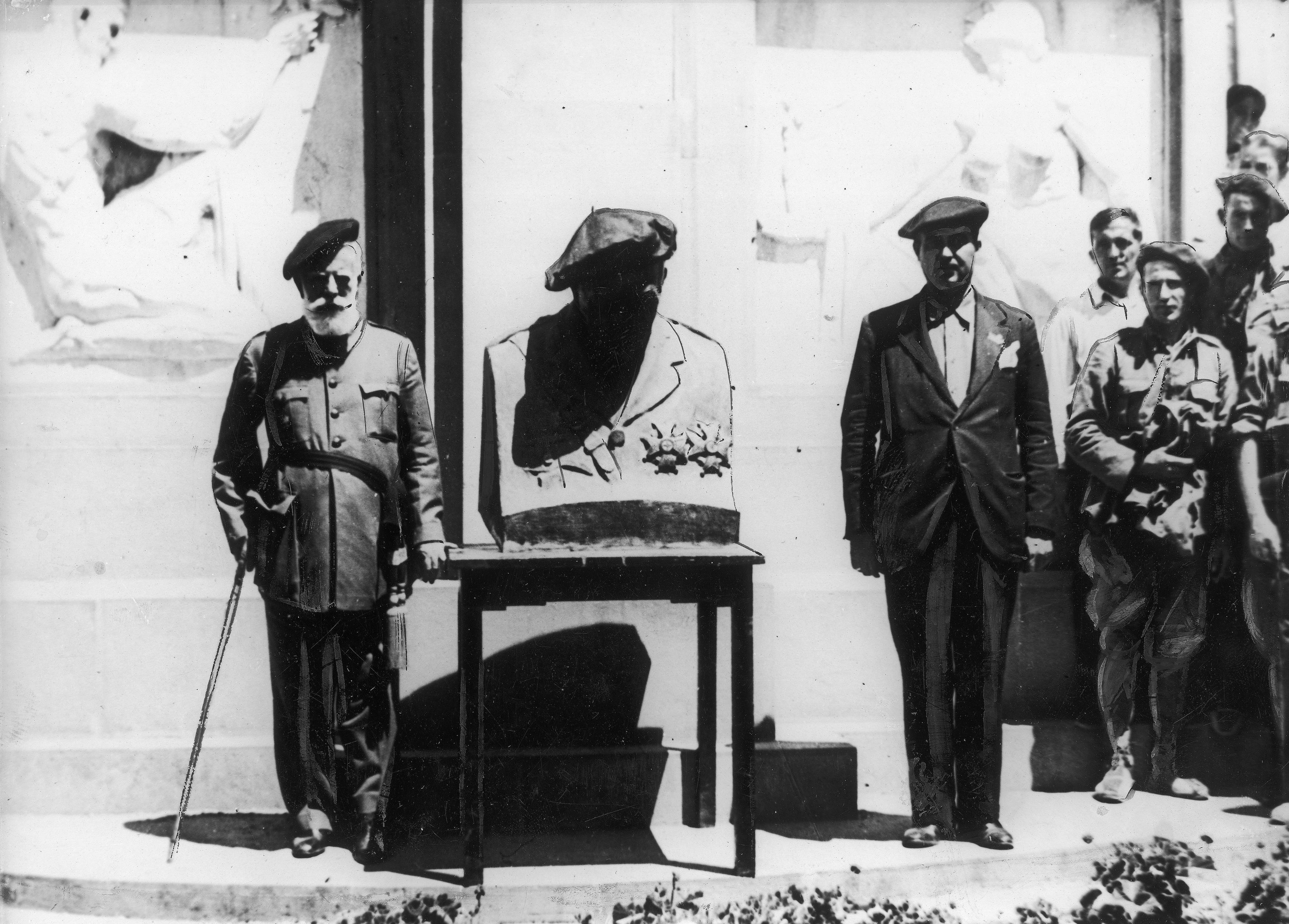
Odhalení pomníku generálem Miguelem Cabanellasem

Na jaře 1936 byl v čele Španělské republiky nahrazen Niceto Alcalá-Zamora novým prezidentem Manuelem Azañou. Sanjurjo se spojil s generály Emiliem Molou, Franciscem Francem a Gonzalem Queipem de Llano, aby provedli vojenský převrat. K němu opravdu došlo 17. července 1936, čímž začala španělská občanská válka. Počítalo se, že vzhledem ke svým zkušenostem se Sanjurjo stane hlavou státu.
Hned 20. července se měl Sanjurjo přesunout do Burgosu, kde mělo být velitelství povstaleckých jednotek, pro cestu si z důvodu osobních sympatií zvolil menší přeplněné letadlo De Havilland DH.80 Puss Moth (imatrikulace EC-III), které pilotoval Juan Antonio Ansaldo. Přeplněné letadlo však z důvodu přílišné hmotnosti havarovalo krátce po vzletu. (Sanjurjo si například vzal příliš zavazadel – aby měl dost reprezentativního oblečení jako caudillo.) Pilot nehodu přežil a na místě nehody byl následně v roce 1936 vztyčen pomník.
Během občanské války zemřel i generál Emilio Mola, takže se nakonec hlavou státu stal Francisco Franco.

## Vyznamenání
- velkokříž Vojenského záslužného kříže s červeným odznakem – 1920[1]
- velkokříž Vojenského řádu svatého Hermenegilda – 1926[2]
- velkokříž Námořního záslužného kříže s červeným odznakem – 1926[3]
- rytíř Vojenského řádu svatého Ferdinanda – 1927[4]
- velkokříž Řádu Karla III. – 1931